# Pięta (żeglarstwo)

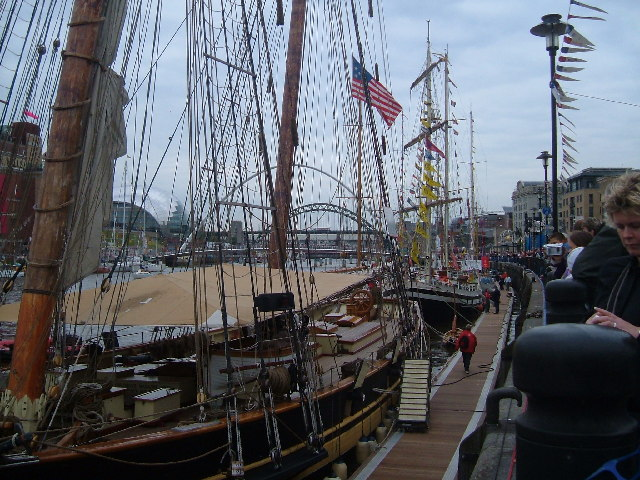
Maszt żaglowca z wdoczną pętą

Pięta - dolny koniec masztu, którym maszt opiera się o pokład żaglowca.